# Justine Bishop
Justine Bishop (10 de agosto de 1990) es una deportista neozelandesa que compite en judo. Ganó cinco medallas en el Campeonato de Oceanía de Judo entre los años 2014 y 2018.

## Palmarés internacional
| Campeonato de Oceanía | Campeonato de Oceanía    | Campeonato de Oceanía | Campeonato de Oceanía |
| Año                   | Lugar                    | Medalla               | Categoría             |
| --------------------- | ------------------------ | --------------------- | --------------------- |
| 2014                  | Auckland (Nueva Zelanda) | Medalla de bronce     | –52 kg                |
| 2015                  | Païta (Francia)          | Medalla de plata      | –52 kg                |
| 2016                  | Canberra (Australia)     | Medalla de oro        | –52 kg                |
| 2017                  | Nukualofa (Tonga)        | Medalla de plata      | –52 kg                |
| 2018                  | Numea (Francia)          | Medalla de bronce     | –57 kg                |